# Paulusz Nándor
Paulusz Nándor, Pál (Budapest, 1899. október 15. – Budapest, 1962. január 29.) válogatott magyar labdarúgó, csatár, jobbszélső.

## Pályafutása

### Klubcsapatban
Az Újpest labdarúgója volt. Technikás, gyors, jól cselező játékos volt. Különösen lapos beadásai voltak figyelemre méltóak. Egy súlyos sérülés miatt fiatalon befejezte az aktív sportolást.

### A válogatottban
1922 és 1923 között hét alkalommal szerepelt a magyar válogatottban.

## Sikerei, díjai
- Magyar bajnokság
  - 2.: 1922–23
  - 3.: 1921–22, 1923–24
- Magyar kupa
  - döntős: 1922

## Statisztika

### Mérkőzései a válogatottban
| Magyarország | Magyarország         | Magyarország                    | Magyarország      | Magyarország | Magyarország | Magyarország | Magyarország | Magyarország |
| #            | Dátum                | Helyszín                        | Hazai             | Eredmény     | Vendég       | Kiírás       | Gólok        | Esemény      |
| ------------ | -------------------- | ------------------------------- | ----------------- | ------------ | ------------ | ------------ | ------------ | ------------ |
| 1.           | 1922. június 15.     | Budapest, Üllői úti pálya       | Magyarország      | 1 – 1        | Svájc        | barátságos   | -            |              |
| 2.           | 1922. július 2.      | Bochum, Bochumer Stadion        | Németország       | 0 – 0        | Magyarország | barátságos   | -            |              |
| 3.           | 1922. július 9.      | Stockholm                       | Svédország        | 1 – 1        | Magyarország | barátságos   | -            |              |
| 4.           | 1922. július 13.     | Helsinki                        | Finnország        | 1 – 5        | Magyarország | barátságos   | -            |              |
|              | 1922. augusztus 27.  | Lipcse                          | Közép-Németország | 3 – 5        | Magyarország | barátságos   | -            |              |
| 5.           | 1922. szeptember 24. | Bécs, Hohe Warte                | Ausztria          | 2 – 2        | Magyarország | barátságos   | -            |              |
| 6.           | 1922. november 26.   | Budapest, Üllői úti pálya       | Magyarország      | 1 – 2        | Ausztria     | barátságos   | -            |              |
| 7.           | 1923. szeptember 23. | Budapest, Hungária körúti pálya | Magyarország      | 2 – 0        | Ausztria     | barátságos   | -            |              |
|              | Összesen             |                                 |                   | 7            | mérkőzés     |              | 0            | gól          |